# 東岡凱爾
凱爾·哈里斯·東岡（英語：Kyle Harris Higashioka，1990年4月20日—），為美國職棒大聯盟的捕手，目前效力於德州遊騎兵，先前曾效力於紐約洋基、聖地牙哥教士。2008年美國職棒大聯盟選秀，東岡在第七輪被洋基選中，不過他到2017年才登上大聯盟。

## 職業生涯

### 紐約洋基

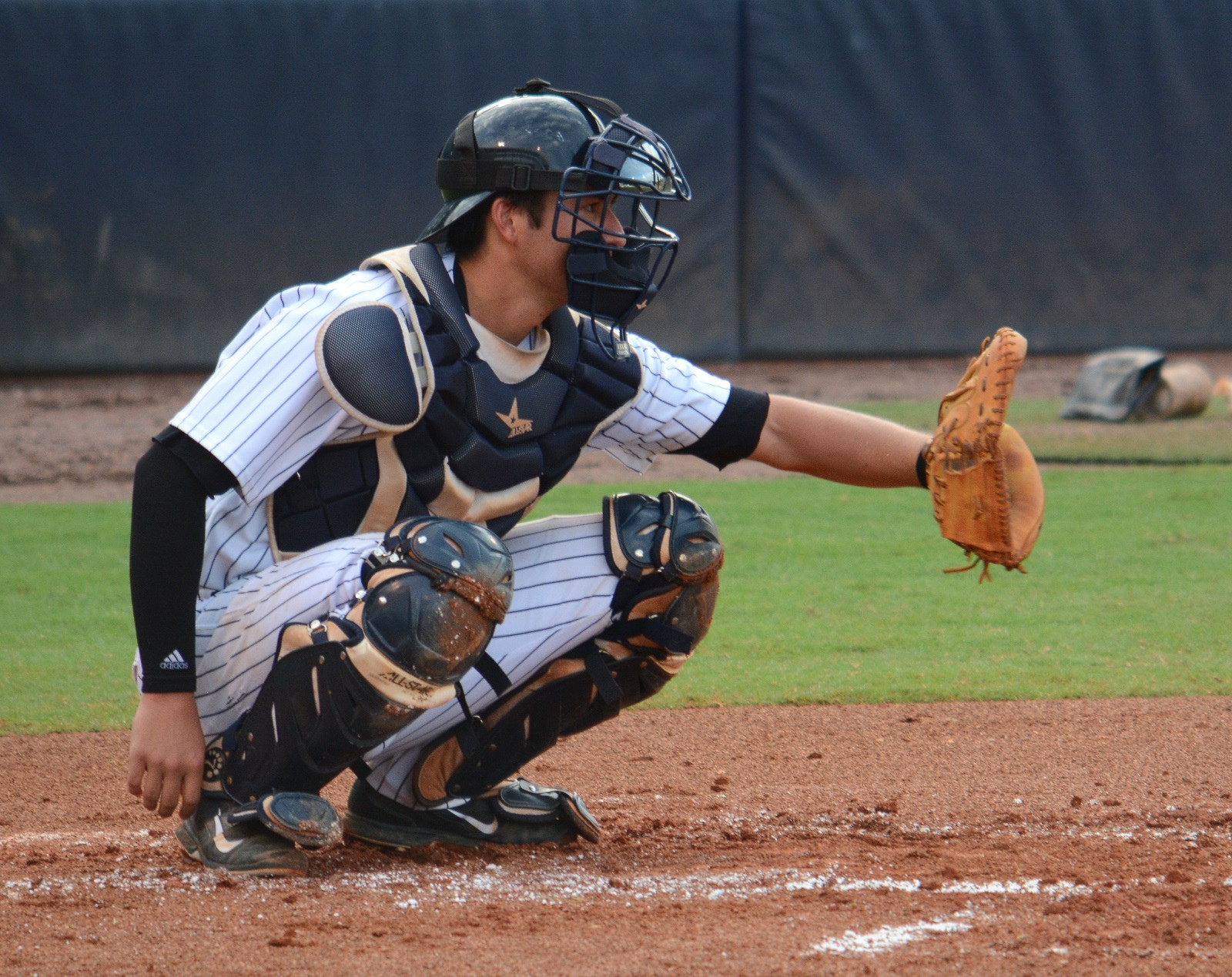
2015年的東岡

洋基在2008年的大聯盟選秀第七輪選進東岡。2012年，東岡進入高階1A。2013年和2014年，他因為拇指受傷和進行湯米約翰手術，導致只出賽13場比賽。
2016年，東岡升上2A。他拿下一次單週最佳球員後，在季中升上3A。整季他的打擊率為2成76，並敲出21轟與81分打點。

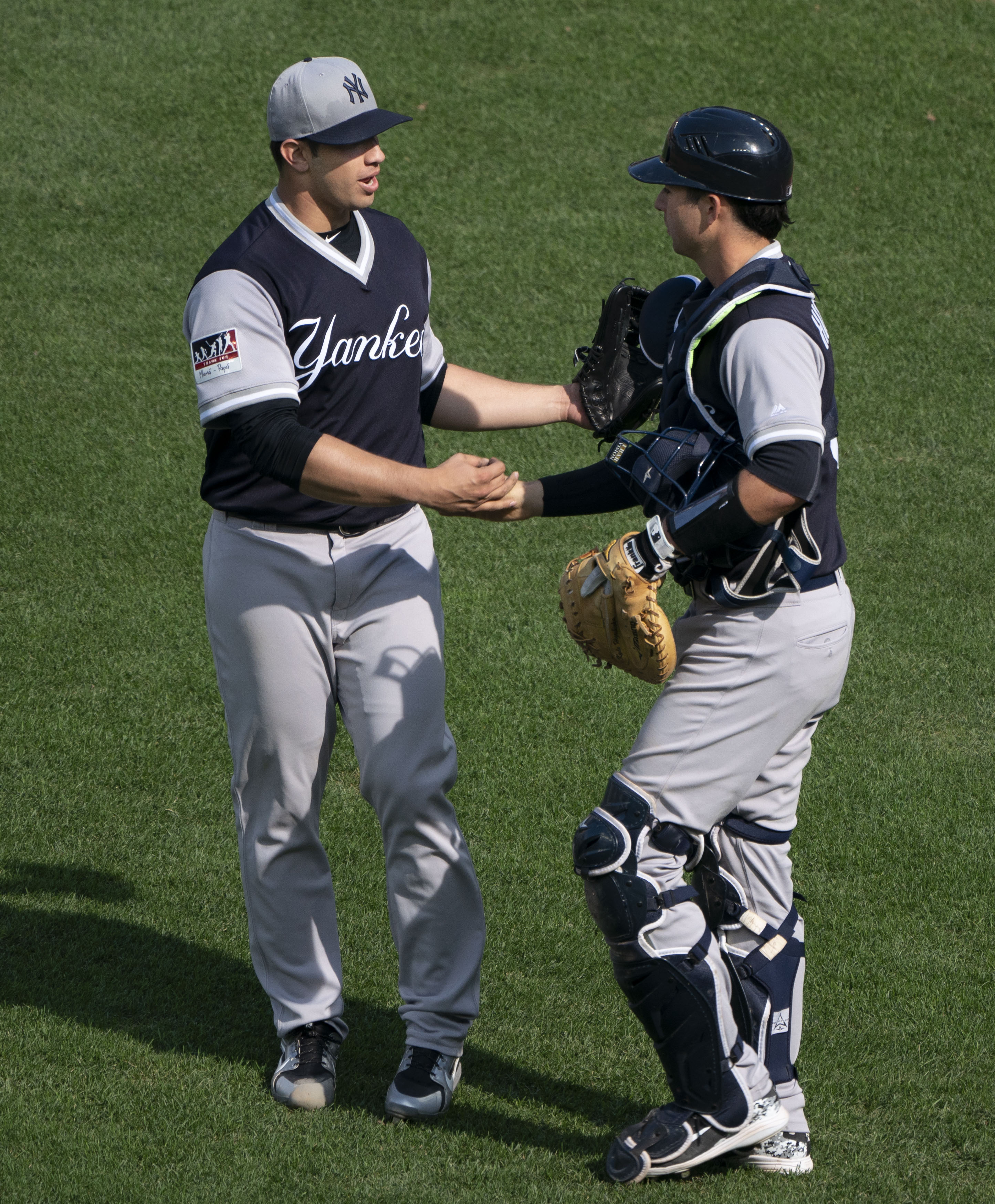
東岡(圖右)與Luis Cessa

2017年，東岡從3A開季。後來因為蓋瑞·桑契斯受傷，因此在3A出賽一場比賽的東岡登上大聯盟。他在4月10日完成大聯盟初登場。不過他前9場比賽共18個打數都沒有敲出安打，因此遭到下放小聯盟。6月16日，東岡再度回到大聯盟。不過他在8月膝蓋受傷，導致他後面兩個月僅出賽8場比賽。
2018年，他在3A的打擊率為2成02，並在6月27日回到大聯盟。在經歷連續22個打數沒有安打後(這也是洋基隊史非投手的紀錄)，東岡終於在7月1日敲出大聯盟首安，也是他的大聯盟首轟。7月3日和7月4日，他連續兩場比賽開轟。因此他成為大聯盟自1920年後第9位生涯前3安都是全壘打的球員。整季他的打擊率為1成67。隔年他的打擊率為2成14，並敲出3轟與11分打點。
2020年9月16日，東岡單場敲出三響砲，為隊史第24位達成此成就的選手，也是隊史首位達成此成就的第9棒。2021年5月19日，他接捕了柯瑞·克魯伯的無安打比賽。
2023年6月28日，他接捕了多明哥·赫曼的完全比賽。

## 個人生活
東岡的父親是第三代的日裔美國人，加上要跟日本籍隊友田中將大溝通而勤學日文。此外，東岡還會說一些西班牙文。他也擅長彈電吉他。

## 外部連結
- 球員資訊和成績在MLB ，ESPN ，Retrosheet ，Baseball Reference ，Baseball Reference (Minors) ，Fangraphs ，The Baseball Cube （英文）
- 東岡凱爾的X（前Twitter）
- 東岡凱爾的Instagram帳戶